# Sycon escanabense
Sycon escanabense is een sponssoort in de taxonomische indeling van de kalksponzen (Calcarea). De spons leeft in de zee en zijn parenchym bestaat uit calciumcarbonaat.
De spons behoort tot het geslacht Sycon en behoort tot de familie Sycettidae. De wetenschappelijke naam van de soort werd voor het eerst geldig gepubliceerd in 2000 door Duplessis & Reiswig.